# Dahlem (Berlín)

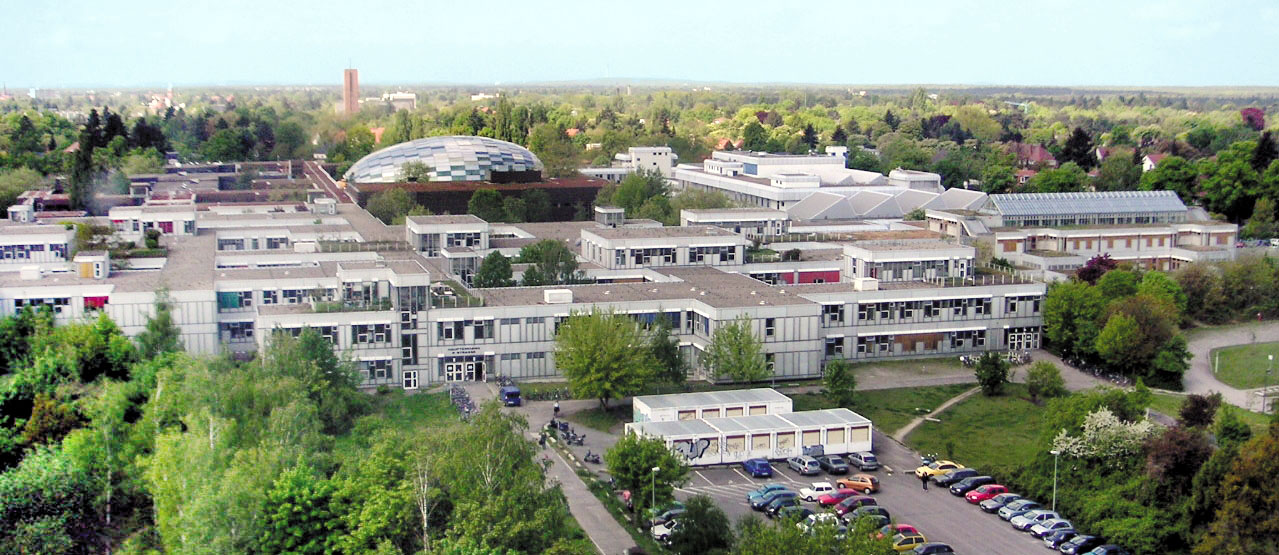
Imagen de la Universidad Libre

Dahlem es una localidad alemana ubicada al suroeste de Berlín en el distrito de Steglitz-Zehlendorf. Hasta la reforma administrativa de 2001 fue parte del antiguo distrito de Zehlendorf. Es sede de varias instituciones culturales y educativas como la Universidad Libre de Berlín y la Biblioteca de Filología (conocida como "el Cerebro") diseñadas por Norman Foster. Dentro del término se halla el Jardín Botánico y varios museos.
Aunque es considerada una de las ciudades más tranquilas de Alemania, Dahlem es un importante núcleo para estudiantes universitarios procedente de varios puntos de la capital a través de la Berlin U-Bahn.
Según el censo de 2014 la población era de 15.826.

## Historia

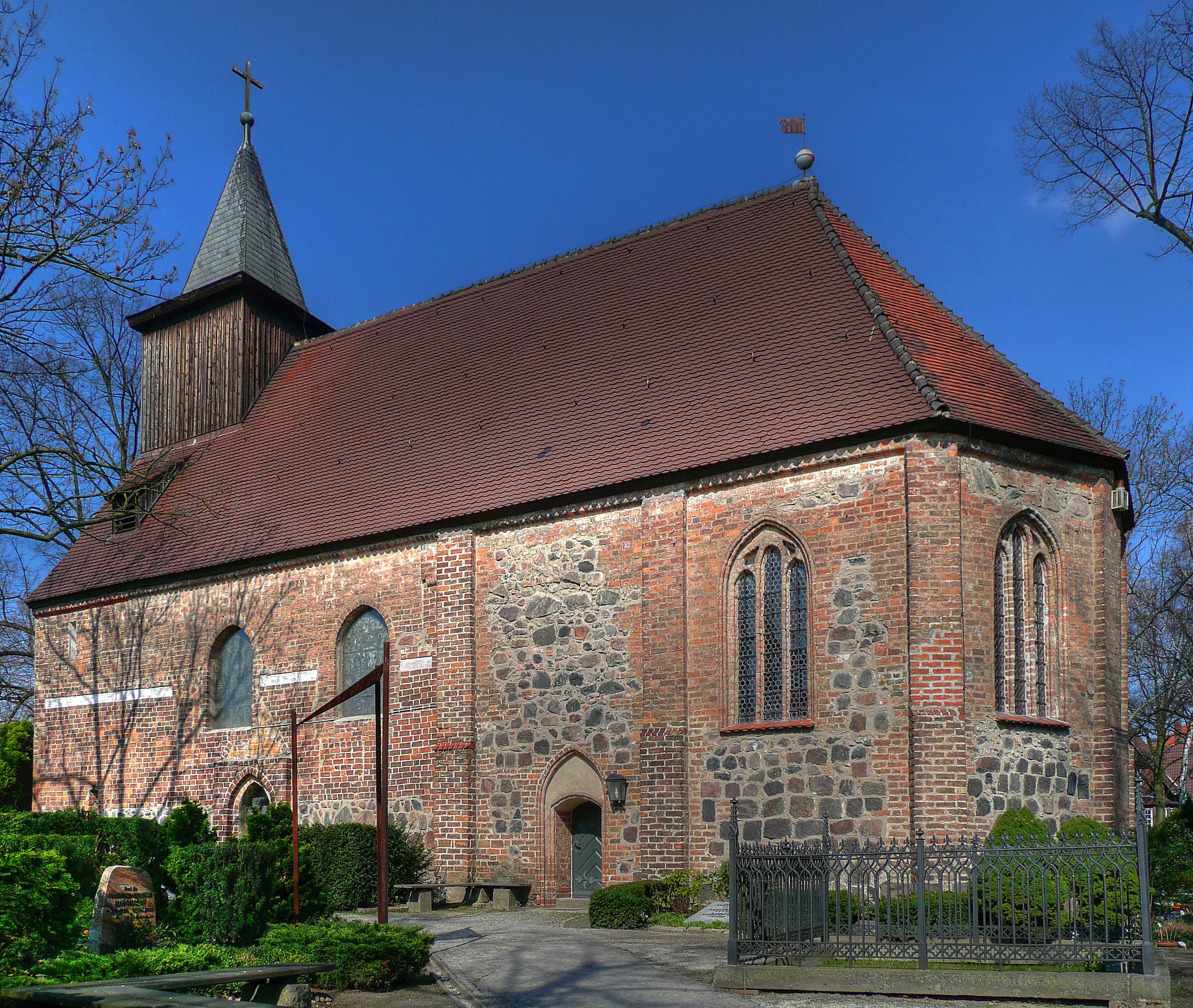
Iglesia de Santa Ana

Los primeros datos que se conocen de Dahlem datan de 1275. La [entonces] villa tiene sus orígenes en los dominios (Domäne en alemán) mencionados en 1450. En 1841 fueron cedidos a Prusia los terrenos, los cuales tras un periodo de desarrollo fueron divididos en villas y mansiones construidas. En la actualidad, aquellos dominios son factorías y museos agrícolas. En 1920 fue incorporada en la Gran Berlín. A partir de 1931, Martin Niemöller, máxima autoridad de la Iglesia Confesante, fue pastor de la Iglesia de Santa Ana hasta 1937, año en el que fue arrestado por las autoridades nazis.
Durante la Guerra Fría se mantuvo bajo control del sector estadounidense de Berlín Occidental. De 1945 a 1991 fue sede de la Kommandatura Aliada en Kaiserswerther Straße. En el presente sirve de oficina para el presidente de la universidad local. El cuartel general del ejército estadounidense estuvo abierto durante tres años más hasta que pasó a ser la Embajada de Estados Unidos en la capital germana.
A lo largo de los años se produjeron cambios en la arquitectura de la zona, la antigua biblioteca y el teatro Outpost dieron lugar a la construcción de un museo relacionado con las fuerzas aliadas occidentales. Puesto que la mayor parte de las instituciones artísticas, culturales y educativas estaban en el casco antiguo de la zona oriental berlinesa, las autoridades mandaron levantar duplicados en Dahlem, incluyendo la Universidad Libre construida en 1948 como contraparte a la Universidad Unter den Linden de mayoría socialista y comunista.

## Transporte
La línea U3 del Metro conecta con Dahlem en las estaciones: Breitenbachplatz, Podbielskiallee, Dahlem-Dorf, Thielplatz y Oskar-Helene-Heim.